# Roy Baumeister
Roy F. Baumeister (nascido em 16 de maio de 1953) é um psicólogo social que é conhecido por seu trabalho sobre o self, a rejeição social, o pertencimento, a sexualidade e as diferenças entre os sexos, o auto-controle, a auto-estima, os comportamentos autodestrutivos, motivação, agressão, consciência e livre-arbítrio.

## Educação e academia
Baumeister obteve seu bacharelado pela Universidade de Princeton e seu M.A. pela Universidade Duke. Ele voltou para a Universidade de Princeton com seu mentor Edward E. Jones e obteve seu Ph.D. do Departamento de Psicologia da universidade em 1978.
Baumeister então lecionou na Case Western Reserve University de 1979 a 2003, atuando como professor de psicologia e posteriormente de artes liberais. Mais tarde, ele trabalhou na Florida State University como Francis Eppes Eminent Scholar e chefe do programa de pós-graduação em psicologia social. Na FSU, Baumeister trabalhou no departamento de psicologia, ministrando aulas e seminários de pós-graduação em psicologia social e evolutiva. Em 2016 ele se mudou para a Escola de Psicologia da Universidade de Queensland, na Austrália, onde leciona atualmente.
Ele é membro da Society for Personality and Social Psychology e da Association for Psychological Science. Baumeister foi nomeado um pesquisador altamente citado do ISI em 2003 e 2014.

## Tópicos de pesquisa
Baumeister pesquisou psicologia social por mais de quatro décadas e fez seu nome com suas pesquisas de laboratório. Sua pesquisa se concentra em seis temas: autocontrole, tomada de decisão, necessidade de pertencer e rejeição interpessoal, sexualidade humana, comportamento irracional e autodestrutivo e livre-arbítrio.

### Oself
Baumeister conduziu pesquisas sobre o self, enfocando vários conceitos relacionados a como as pessoas percebem, agem e se relacionam com elas mesmas. Baumeister escreveu um capítulo intitulado "The Self" no The Handbook of Social Psychology e revisou a pesquisa sobre autoestima, concluindo que sua importância percebida é superestimada.

### Irracionalidade e comportamento autodestrutivo
Em uma série de artigos acadêmicos e livros, Baumeister perguntou sobre as razões para o comportamento autodestrutivo. Suas conclusões: não há impulso autodestrutivo (como alguns pensaram). Em vez disso, o comportamento autodestrutivo é o resultado de compensações (desfrutar das drogas agora às custas do futuro), estratégias de tiro pela culatra (comer um lanche para reduzir o estresse apenas para se sentir mais estressado) ou uma estratégia psicológica para escapar de si mesmo - onde várias estratégias autodestrutivas são direcionadas para aliviar o fardo da individualidade.

### Autorregulação
Baumeister também pesquisou a autorregulação. Ele cunhou o termo "esgotamento do ego" para descrever a evidência de que a capacidade de autorregulação dos humanos é limitada e, depois de usá-la, há menos capacidade (ou energia) de autorregulação. O esgotamento do ego tem um efeito geral, de tal forma que exercer autocontrole em uma área consumirá energia para regulação posterior em outras áreas da vida. Pesquisas posteriores de Baumeister e colegas levaram ao desenvolvimento do Modelo de Força de autocontrole, que compara esse esgotamento do ego ao cansaço que vem de exercer fisicamente um músculo. Um corolário dessa analogia, apoiado por sua pesquisa, é que o autocontrole pode ser fortalecido com o tempo, como um músculo. A energia gasta é mais do que metafórica, entretanto; sua pesquisa encontrou uma forte ligação entre o esgotamento do ego e o esgotamento dos níveis de glicose no sangue. Baumeister também editou dois livros acadêmicos sobre autorregulação, Losing Control e Handbook of Self-Regulation, e dedicou vários experimentos e artigos de periódicos ao tópico. Ele também descreve essa pesquisa em um livro, Willpower, em co-autoria com o ex-jornalista do New York Times John Tierney.
Em 2016, um grande estudo realizado em duas dezenas de laboratórios em países de todo o mundo que buscava reproduzir os efeitos descritos nesses estudos não obteve sucesso. Baumeister, no entanto, contestou o protocolo usado pela replicação. Baumeister também planeja executar sua própria replicação pré-registrada usando um protocolo que está mais de acordo com a maioria dos experimentos de esgotamento do ego.

### Livre-arbítrio
Baumeister aborda o tema do livre-arbítrio do ponto de vista da psicologia evolucionista. Ele listou os principais aspectos que constituem o livre arbítrio como autocontrole, escolha racional e inteligente, comportamento planejado e iniciativa autônoma. Baumeister propõe que "o impulso definidor da evolução psicológica humana foi a seleção em favor da capacidade cultural" e que essas quatro capacidades psicológicas evoluíram para ajudar os humanos a funcionar no contexto da cultura. Em sua opinião, o livre arbítrio é uma forma avançada de controle de ação que permite aos humanos agir de maneiras pró-sociais em direção a seu auto-interesse esclarecido, quando agir dessa forma estaria, de outra forma, em conflito com o cumprimento de impulsos ou instintos evolutivamente mais antigos. A pesquisa de Baumeister e colegas (principalmente Kathleen Vohs) mostrou que a descrença no livre arbítrio pode levar as pessoas a agir de maneiras que são prejudiciais a si mesmas e à sociedade, como trapacear em um teste, o aumento da agressão, a diminuição da utilidade e menores níveis de desempenho no local de trabalho bem como possíveis barreiras para vencer o vício.

### Plasticidade erótica
Baumeister cunhou o termo "plasticidade erótica", que é a medida em que o impulso sexual de uma pessoa pode ser moldado por fatores culturais, sociais e situacionais. Ele argumenta que as mulheres têm alta plasticidade, o que significa que seu impulso sexual pode mudar mais facilmente em resposta a pressões externas. Por outro lado, os homens têm baixa plasticidade e, portanto, têm desejos sexuais relativamente inflexíveis.